# Macrepistius arenatus
Macrepistius arenatus è un pesce osseo estinto, appartenente agli olostei. Visse nel Cretaceo inferiore (Albiano, circa 105 milioni di anni fa) e i suoi resti fossili sono stati ritrovati in Nordamerica.

## Descrizione
Questo pesce era di medie dimensioni, e poteva raggiungere i 45 centimetri di lunghezza. Era dotato di un corpo fusiforme e relativamente alto, un cranio insolitamente alto e corto, dal muso appuntito, e orbite elevate. In generale, la forma del corpo di Macrepistius ricordava quella di pesci ionoscopiformi come Oshunia, ma il cranio era superficialmente più simile a quello di un pesce picnodonte. Anche la dentatura, costituita da numerosi piccoli denti robusti e arrotondati a forma di piolo, era molto diversa da quella tipica degli ionoscopiformi. Macrepistius era dotato di ossa frontali strette e di numerose ossa supraorbitali. Le ossa infraorbitali erano allungate dorsoventralmente. Le scaglie erano quadrangolari e spesse.

## Classificazione
Macrepistius arenatus venne descritto per la prima volta da Edward Drinker Cope nel 1894, sulla base di resti fossili ritrovati nella zona di Glen Rose in Texas, in terreni risalenti alla fine del Cretaceo inferiore. 
Macrepistius non gode di una classificazione chiara, a causa delle numerose caratteristiche insolite del suo cranio. In passato è stato classificato tra gli amiiformi nel gruppo dei Caturidae, considerato il più stretto parente di Ophiopsis e avvicinato ai Macrosemiidae. Ricerche più recenti hanno indicato che Macrepistius era un rappresentante degli ionoscopiformi, un gruppo di pesci affini agli amiiformi ma estintisi nel corso del Mesozoico. In particolare, affinità sono state proposte con Teoichthys e, più alla lontana, con Placidichthys (Brito e Alvarado-Ortega, 2008). Ulteriori ricerche hanno invece proposto una posizione più basale per Macrepistius, ovvero alla base del gruppo degli olostei (Latimer e Giles, 2018).

## Paleoecologia
I denti di Macrepistius, al contrario di quelli di altri ionoscopiformi, suggeriscono una dieta durofaga.